# De vlucht van vroeger
De vlucht van vroeger is het 19e stripalbum van Agent 327, getekend door Martin Lodewijk en in 2005 uitgegeven door Uitgeverij L. Het verhaal (dossier) is voor het eerst verschenen in het Algemeen Dagblad in 2004 (1 april t/m 4 augustus). In 2020 werd het album heruitgegeven onder de titel De vlucht van 75 jaar terug naar aanleiding van van het 75-jarig jubileum van de bevrijding in Nederland.
In De vlucht van vroeger worden vreemde theorieën over Rudolf Hess en de affaire van de Stadhoudersbrief verweven tot een verhaal waarin 327's verleden een rol blijkt te spelen.

## Verhaal
Agent 327 en de Chef spitten in de oude archieven en komen zo op dossier De vlucht van vroeger. Dat gaat terug tot in de oorlog, toen de jonge Hendrik IJzerbroot via het verzet de Chef al ontmoette. Het dossier begint in 1941, wanneer Rudolf Hess naar Engeland wil vliegen. Daarbij had hij stiekem voorwerpen uit de kluis van Hitler meegenomen. Als Hitler hiervan op de hoogte komt, stuurt hij om verwarring te zaaien elf dubbelgangers achter Hess aan. Negen komen nooit aan, de tiende is joods en vlucht naar Portugal maar de elfde bereikt Engeland. Deze wordt gevangengenomen en sterft in 1987 in de Spandaugevangenis. De echte Hess is onderweg naar Engeland in aanvaring gekomen met een Brits vliegtuig dat in de Noordzee verdween, wat niemand weet.
Terug naar 1948, terug naar de aanstaande inhuldiging van koningin Juliana. De jonge IJzerbroot is onlangs als Geheim Agent 327 toegelaten en moet met de Chef naar Berlijn om daar het kunstgebit van koningin Wilhelmina te zoeken. Voor de oorlog is het gebit gestolen in opdracht van Hitler, als pesterij. De staatsgeheimen, op microfiche, zitten in de prothese van Wihelmina en deze moeten terug zijn voordat Juliana ingehuldigd wordt.
Allereerst moeten chef en 327 het kamermeisje opsporen dat het kunstgebit van Wilhelmina stal. Met behulp van de Trümmerbube Emil komen ze haar tandarts op het spoor en ontsnappen ze aan Dritta Reich en haar handlangers, die ook op zoek zijn naar het kamermeisje. Als Chef en IJzerbroot het kamermeisje hebben gevonden, zal zij ervoor zorgen dat Wilhelmina's gebit terugkomt. Met Emils hulp slagen ze erin om in de ruïnes van Hitlers bunker te komen. Het kamermeisje opent een geheime kluis en op dat moment verschijnt Reich weer. Wat zowel Chef als Reich zoeken, blijkt te zijn wat Hess stal: een onduidelijk geheim wapen. Dan verschijnt ook nog Victor Baarn bij de kluis, die de zoektocht van 327 en Chef volgde om dé Stadhoudersbrief te vinden. Het echte exemplaar blijkt ook door Hess gestolen. Een kopie laat wel zien dat Hitler juist vroeg of Bernhard stadhouder wilde worden en dat Bernhard dat niet zelf aanbood. Integendeel: hij wees het af.
De jonge IJzerbroot zorgt op dat moment voor verwarring zodat de Nederlanders kunnen ontsnappen. Er is er nog één probleem: hoe moeten de Nederlandse staatsgeheimen op tijd terugkomen in Amsterdam, want vanwege de mist wordt er niet gevlogen. Met behulp van een postduif wordt de microfilm toch nog op tijd afgeleverd.

## Trivia
- Aan het begin van het verhaal is Juffrouw Betsy in de rouw over de dood van prinses Juliana, die toen dit verhaal in de krant liep net overleden was.
- De vliegtuigen in strook H7 vliegen allemaal naar Engelse graafschappen: Middlesex, Essex, East Sussex, West-Sussex, Wessex, Dorset en zelfs Plassex.
- Een van Hess' dubbelgangers vlucht naar Portugal, waar een vrouw naar zijn penis kijkt tussen de lakens en opmerkt dat hij besneden en dus joods is.
- In strook H10 ontdekt Hess een B-24 Liberator bommenwerper van de Amerikaanse USAAF, die afgedwaald is van zijn konvooi. De Verenigde Staten waren in 1941 echter nog niet deelnemer aan de strijd tegen Nazi-Duitsland.
- In strook H11 is dezelfde B-24 Liberator uit strook H10 plots een toestel van de Britse Royal Air Force geworden. De piloot is in deze en de volgende stroken echter nog altijd gekleed in Amerikaans uniform.
- In strook H13 eist Hess dat de piloten naar Engeland vliegen. De piloot merkt op: "Toe maar! Alsof het niks is... waarom niet ineens naar Cuba of zo?" Tijdens de jaren 70 zouden veel kapers piloten dwingen naar Cuba te vliegen.
- De kolenwagen in strook H20 heeft de running gag de fictieve firma "Habraken" op de zijkant staan. In strook H43 staat het in het Duits geschreven als "Habracke auto's".
- IJzerbroot en de chef vliegen in strook H26-H28 mee met Gail Halvorsen, een Amerikaanse piloot die tijdens de Blokkade van Berlijn de Berlijnse bevolking per vliegtuig chocolade bezorgde. Hij kreeg hierbij de naam "Candy Bomber" en "Der Schokoladen Flieger".
- De balpen heeft zijn intrede gedaan in Berlijn. IJzerbroot merkt op dat de mensen zelfs nog nooit zijn Eversharp hebben gezien. "Eversharp" was een potlodenmerk.
- In H39 merkt een van de Duitse gangsters op: "Arbeit macht froh!" ("Arbeid maakt vrolijk!"), een woordspeling op Arbeit macht frei ("Arbeid maakt vrij"), de boodschap die op het Auschwitzhek stond geschreven.
- Dritta Reichs naam is een woordspeling op "Das Dritte Reich" (Het Derde Rijk).
- Dritta's handlangers, Goethe en Wittgenstein, zijn genoemd naar de gelijknamige Duitse auteurs.
- Een van de gangsters hoort in strook H45 allerlei rare luide geluiden en vraagt: "Wat zijn ze aan het doen? Het lijkt Stalingrad wel!"
- IJzerbroot beweert autorijden te hebben geleerd op het Circuit van Zandvoort.
- Wanneer IJzerbroot per auto onder de Berlijnse douanepoort heenrijdt, merkt hij triomfantelijk op: "Ze zullen hier toch echt op z'n minst een muur moeten bouwen om mij tegen te houden."
- Fraulein Lotte Lieferbahr lijkt op Liza Minnelli in de film Cabaret (1972)
- In strook H55 merkt Lieferbahr op dat ze "heus niet zo'n dom blondje is als Eva Braun of Traudl Junge." In strook H65 voegt ze eraan toe dat ze "Hanna Reitsch veel aardiger vond."
- Emiel verklaart in diezelfde strook dat men beter ergens ver weg oorlog kan voeren: "Weet ik veel... in Korea of Indo-China of voor mijn part Irak. Dan heb je er tenminste zelf geen last van."
- In strook H61 gebruikt Lieferbahr het scheldwoord Götterdämmerung, dat op een verduitste versie van het woord "goddamn" lijkt, maar in feite "godenschemering" betekent. De "Götterdämmerung" is een bekende opera van Richard Wagner.
- In strook H64 vindt Lieferbahr "het dagboek dat de Führer bijhield over z'n darmproblemen": "Mein KRampf"
- IJzerbroot laat in strook H67 een van de gangsters struikelen en verklaart: "Een tackle die ik niet van Kick Wilstra geleerd heb..." Kick Wilstra was de hoofdfiguur in een Nederlandse voetbalstrip, die echter pas in 1949 zijn debuut maakte, terwijl dit verhaal zich afspeelt in 1948.
- Victor Baarn, wiens identiteit al jaren een mysterie is in Agent 327, verschijnt hier met een sjaal voor zijn gezicht, maar afgaande op zijn Duitse accent, hooggeplaatste functie en duidelijk herkenbare brilglazen is het Prins Bernhard, iets wat Lodewijk zelf ook al heeft toegegeven. In strook H88 volgt nog een extra hint, wanneer IJzerbroot vraagt: "Hoe kan de pr...eh... Victor Baarn nu wel op tijd bij de inhuldiging geweest zijn als de vliegtuigen niet vlogen?" Olga Lawina antwoordt: "Dubbelgangers."
- In strook H84 zegt de chef dat indien de duif een wielrenner was, hij de Tour de France zeven keer zou winnen. Dit is een verwijzing naar Lance Armstrong die in 2005, toen dit album verscheen, voor de zevende keer de Ronde van Frankrijk won.
- IJzerbroot en de Chef zingen in strook H86 het Wilhelmus. IJzerbroot verklaart later: "Daar kon Willem Duys twintig jaar later nog een puntje aan zuigen, chef!"